# Melim
Melim foi um trio musical brasileiro formado pelos irmãos Rodrigo de Paula Pontes Melim, Gabriela de Paula Pontes Melim e Diogo de Paula Pontes Melim.  Interessados por música desde a infância, os irmãos tinham projetos separados antes de se juntarem para formar a banda. Em 2016, participaram da terceira temporada do reality show musical Superstar, da TV Globo, e terminaram a competição como semifinalistas. No ano seguinte, eles assinaram um contrato com a Universal Music e lançaram o extended play (EP) Melim, que inclui o single "Meu Abrigo". Em 2018, o trio lançou seu álbum de estreia homônimo. Em 2019 a banda participou da oitava edição do Rock in Rio, no palco sunset e em maio de 2020 lançaram a primeira parte de seu segundo álbum de estúdio intitulado Eu Feat. Você.

## Início da vida e carreira
Os irmãos nasceram em Niterói, Rio de Janeiro, e têm dois irmãos mais velhos. Gêmeos, Rodrigo e Diogo nasceram no dia 29 de outubro de 1992, enquanto Gabriela nasceu em 2 de julho de 1994. Influenciados pelos pais, desenvolveram gosto pela música ainda na infância. O primeiro instrumento que eles ganharam dos pais foi um teclado. Eles então começaram a estudar música, incluindo aulas de canto, violão, teclado e bateria. Diogo e Rodrigo formaram com amigos da escola uma banda de rock e pop. Gabriela começou sua carreira como artista solo aos 15 anos de idade, cantando samba, enquanto Diogo e Rodrigo tocavam juntos em bares. Em outubro de 2015, Gabriela foi convidada a participar da Festa da Música de Canela, no Rio Grande do Sul, e levou seus irmãos para se apresentarem com ela. No dia seguinte à apresentação, que foi recebida com entusiasmo pelo público presente, eles conversaram sobre a possibilidade de formarem uma banda, uma vez que sua música e composições estavam se aproximando cada vez mais. Os irmãos usaram as redes sociais para divulgar seu trabalho e acabaram chamando a atenção dos produtores do reality show musical Superstar, da TV Globo, que os convidaram para realizar uma audição.

## Carreira

### 2016–2019:SuperstareMelim
Em maio de 2016, Melim realizou sua audição na terceira temporada do Superstar, interpretando uma mistura de "Como É Grande o Meu Amor por Você" e "Super Duper Love". Eles tiveram a aceitação de 93,47% do público e jurados e avançaram na competição. O trio foi eliminado da competição na semifinal, em junho. Logo após lançaram três singles acústicos de forma independente: "Avião de Papel", "Peça Felicidade" e "Dois Corações". Em novembro de 2017, eles assinaram um contrato com a gravadora Universal Music e, em dezembro do mesmo ano, lançaram seu primeiro extended play (EP), Melim, contendo três canções, incluindo o single "Meu Abrigo", que teve sucesso nas plataformas de streaming e alcançou o topo da parada de singles do Spotify no Brasil. A canção foi certificada com platina pela Pro-Música Brasil (PMB) e também entrou nos charts da Billboard Brasil, incluindo o Hot 100 Airplay e Pop Brasil.

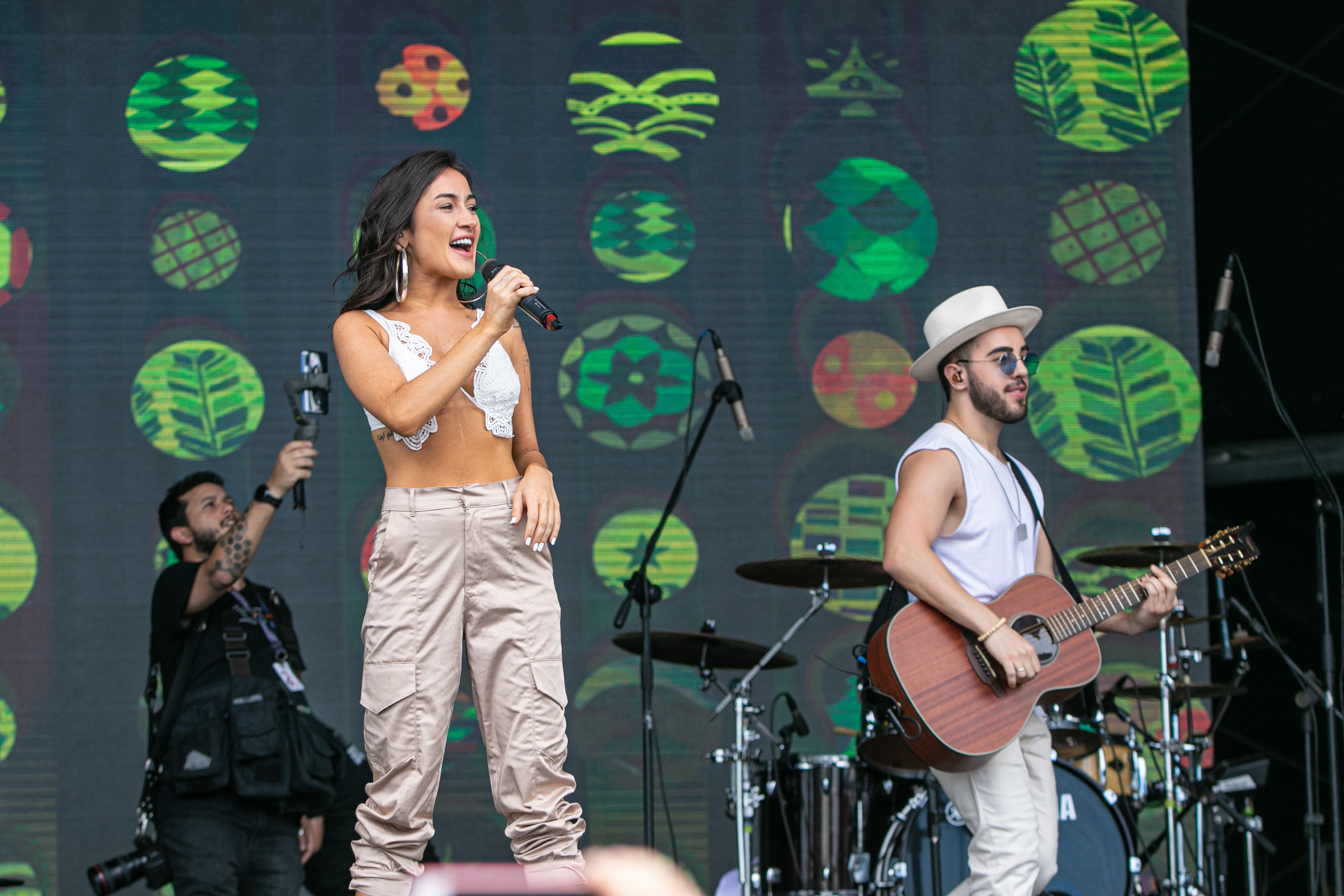
Virada Cultural Paulista em São José dos Campos (2019)

Em junho de 2018, foi lançado o álbum de estreia do trio, também intitulado Melim. O álbum é composto por 16 canções autorais, incluindo faixas lançadas anteriormente, e teve como primeiro single a canção "Ouvi Dizer". Em agosto, Ivete Sangalo lançou uma colaboração com Melim intitulada "Um Sinal", e, em outubro, eles apareceram na canção "Eu Pra Você", de Sandy.
Em maio de 2019, Melim lançou a versão em português da canção-tema da live-action de Aladdin, "Um Mundo Ideal". Em comemoração aos 60 anos de idade do cantor Zeca Pagodinho, a banda foi convidada a integrar um time de artistas que fizeram releituras de canções famosas de Zeca. A faixa que Melim interpretou no EP Zeca 6.0 foi o samba "Lama Nas Ruas", composição do próprio Zeca junto com Almir Guineto.
Em agosto de 2019, Melim lança "Dia Cinza", faixa composta pelos irmãos e por Vitor Carreira, do duo Tritom. Em dezembro, Nando Reis lançou uma colaboração com o trio numa releitura da canção "Onde Você Mora?", composição de Reis e Marisa Monte que se tornou famosa pela gravação da banda Cidade Negra. No mesmo mês, eles lançaram uma colaboração com Anitta na faixa "Meu Mel", uma composição do trio. A canção faz parte do projeto Brasileirinha, de Anitta.

### 2019–2022:Eu Feat. Você

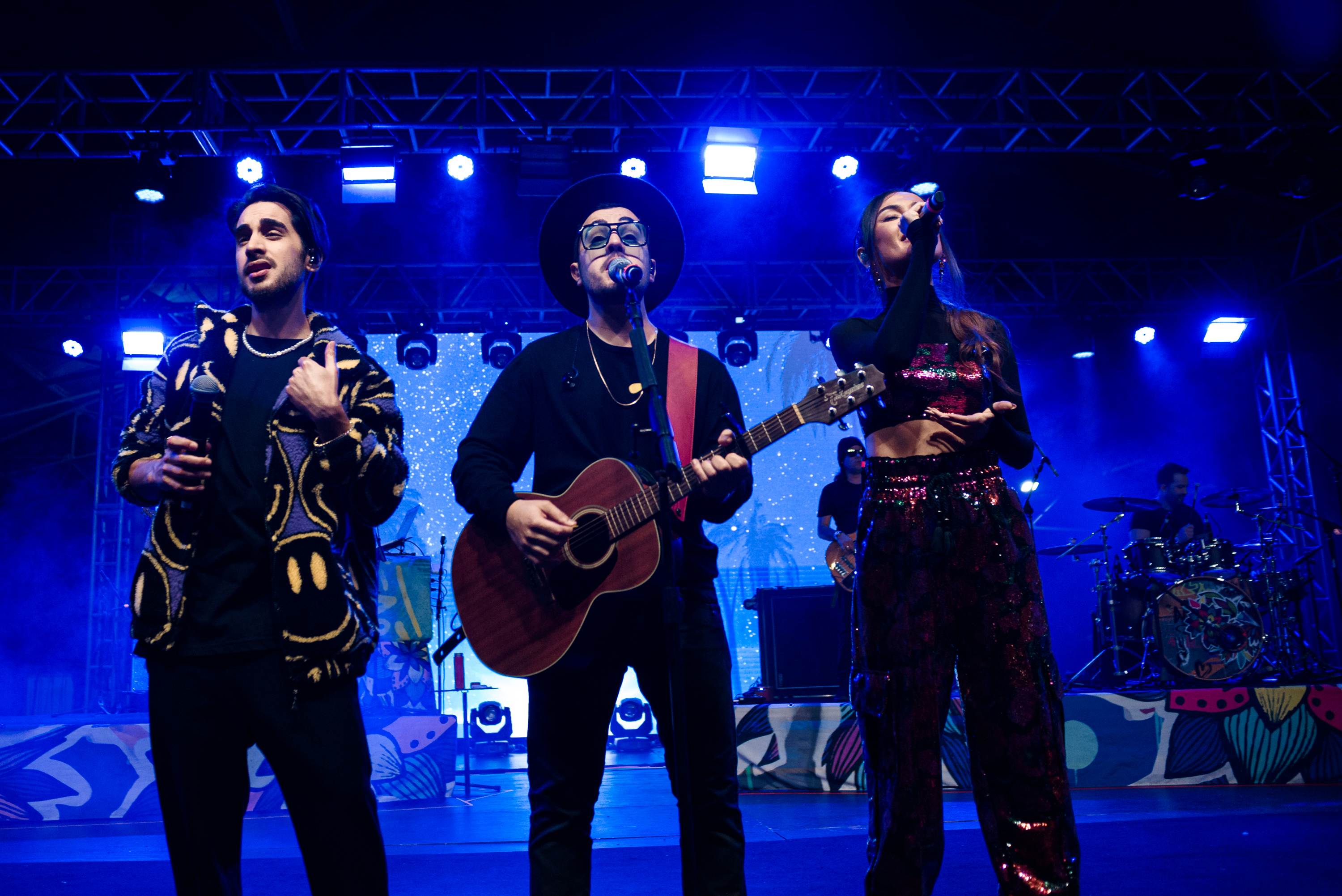
Ao vivo na Virada Cultural em Campinas (2022)

Em agosto de 2019, eles lançaram o single "Gelo", primeiro lançamento de seu segundo álbum de estúdio. Para as gravações do videoclipe, os irmãos viajaram com sua equipe até o Chile durante uma nevasca. Em outubro de 2019, a banda se apresentou na oitava edição do festival Rock in Rio, realizado no Parque Olímpico, no Rio de Janeiro. Em janeiro de 2020, Rodrigo Suricato, atual vocalista da banda Barão Vermelho, lança com o trio a canção "Astronauta".
Para promover seu segundo álbum, o trio lançou nas principais plataformas de streaming um álbum estilo coletânea e ao vivo, Melim em Casa, que resume grande parte das músicas lançadas e interpretadas pelos irmãos até a data, num total de dezenove faixas. A segunda parte da divulgação da nova era foi a divulgação do primeiro episódio do documentário, com os bastidores da gravação do disco em Los Angeles.
Em maio, a primeira parte do segundo álbum de estúdio dos irmãos Melim foi lançada sob o título Eu Feat. Você, que também dá nome ao segundo single, uma das oito faixas do disco. O álbum completo conta com repertório autoral, e inclui colaborações com os rappers Rael e Projota e os cantores Lulu Santos e Saulo Fernandes. As novas canções abordam outros assuntos além dos românticos que os levaram ao sucesso. Para o sucessor de Melim, o trio de irmãos viajou para os Estados Unidos junto com a sua equipe antes do período de quarentena causado pela pandemia de COVID-19. As gravações ocorreram nos estúdios da gravadora norte-americana Capitol Records, em Los Angeles.
Em janeiro de 2021 após se passar o ano de 2020 (com o avanço da Covid-19), a Melim lançou a segunda parte de seu novo álbum, intitulada de Amores e Flores, que sucedeu a primeira parte do álbum. Contou com a participação de Projota e uma das sete músicas foi uma regravação de Arlindo Cruz; O Bem que é a sétima faixa da segunda parte do álbum. Nessa parte do álbum, os cantores quiseram demonstrar carinho, sentimentos e emoções através de suas canções.
Em junho de 2021, o Melim lança o álbum Deixa Vir Do Coração (em tributo ao cantor e compositor Djavan, que participa em uma das faixas). O título do álbum - trecho da canção "Se" - foi sugestão do filho de Djavan, Max Vianna.
Em novembro de 2022, é lançado o último álbum de estúdio do trio, intitulado Quintal, contendo 17 músicas inéditas e as participações dos cantores Vitor Kley, Emicida, Duda Beat e Vitão, além do grupo Natiruts. O álbum foi indicado ao Grammy Latino na categoria "Melhor Álbum de Pop Contemporâneo em Língua Portuguesa".

### 2023–2024: Hiato
Em 4 de novembro de 2023, durante o programa Altas Horas - apresentado por Serginho Groismann -, a Melim anunciou uma pausa em suas atividades após 8 anos para se focarem em seus trabalhos solo.
"Nós vamos dar uma pausa na nossa banda pra a gente seguir novos sonhos agora em carreiras solos. Um Melim é pouco e agora vão ser três pra vocês cantando. Sabemos que, pra muitas pessoas, vai ser difícil, mas é um encerramento de ciclo e não o fim. Vamos voar pra novos caminhos, mas vamos continuar vivendo juntos. Vamos pensar pelo lado bom pra todo mundo, ao invés de um álbum por ano ou dois, agora vão ser três e muitos shows por aí." (Melim, no Altas Horas, em novembro de 2023).
Pouco depois, foi lançado o último CD e DVD ao vivo do trio antes da pausa, intitulado "O Melhor de Três" (gravado alguns meses antes). O último show do grupo - previsto para ocorrer em dezembro de 2023 - ocorreu em janeiro de 2024.
Atualmente, Gabriela está seguindo carreira solo e lançou o seu novo álbum auto-intitulado.

## Características musicais

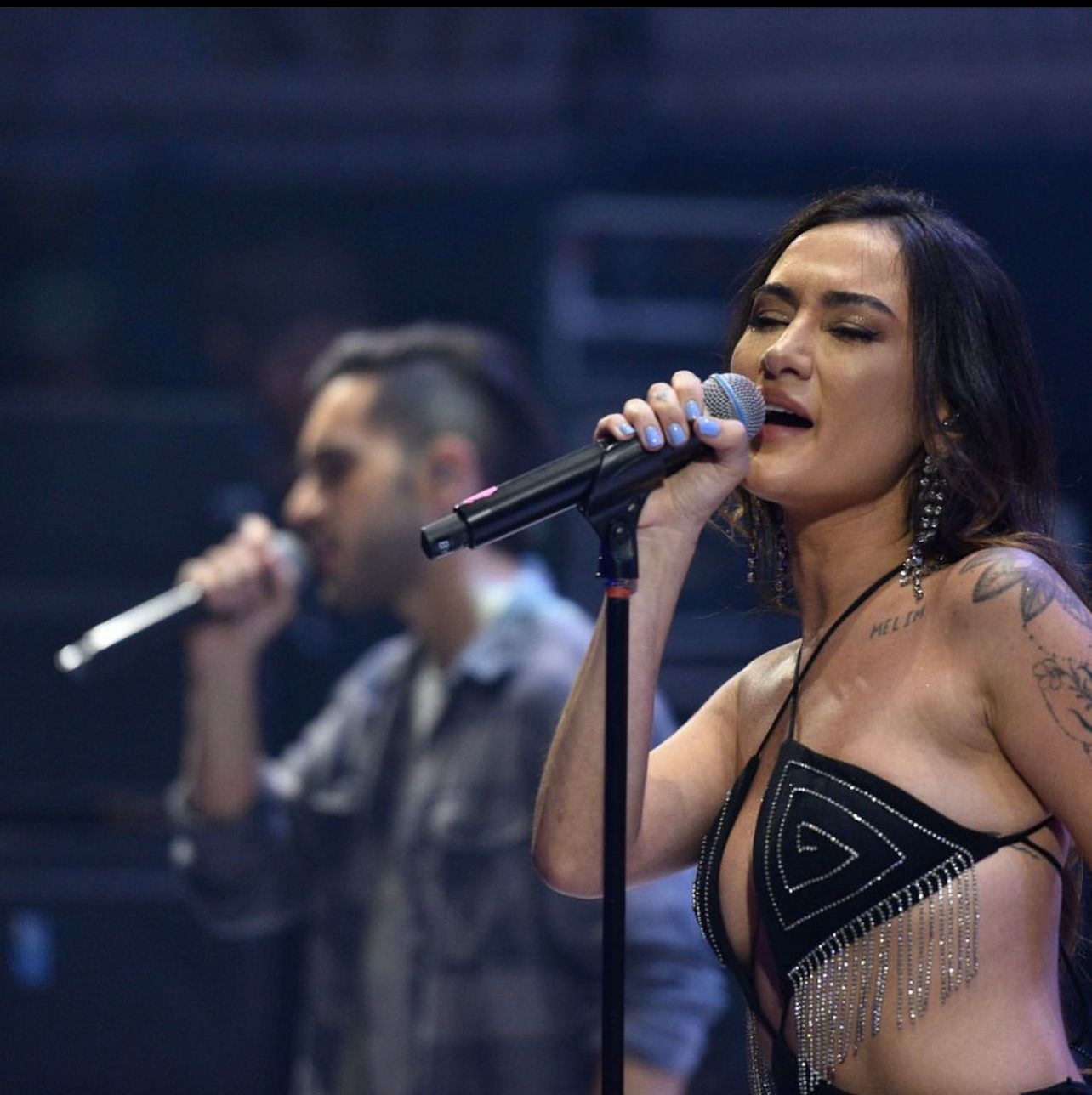
Ao vivo na Virada Cultural em Votuporanga (2022)

A música do trio é bastante diversificada e possui influências de diversos estilos, principalmente o reggae, pop, MPB e surf music. Também existem influências menores de outros gêneros, como folk, rock e jazz. Músicos e bandas que servem de referência para Melim incluem Joss Stone, Stevie Wonder, Jason Mraz, Rihanna, Jack Johnson, Djavan, Natiruts, Skank, Cidade Negra, Lulu Santos, Amy Winehouse, Ed Sheeran e Magic!. O trio geralmente lança material autoral; eles afirmaram que o processo de composição acontece de forma "bem natural" e escrevem se baseando em "experiências de vida" e "sensações". Além de compositores, eles também são instrumentistas; Diogo tem como principais instrumentos o violão e a bateria, enquanto Rodrigo toca violão, guitarra e teclado, e Gabriela violão, ukulele e cavaquinho.

## Discografia
Álbuns de estúdio
- Melim (2018)
- Deixa Vir do Coração (2021)
- Quintal (2022)

EP's
- Melim (2018)
- Eu Feat. Você (2020)
- Amores E Flores (2021)

## Prêmios e indicações
| Ano  | Prêmio                  | Categoria                                           | Trabalho          | Resultado |
| ---- | ----------------------- | --------------------------------------------------- | ----------------- | --------- |
| 2018 | Melhores do Ano         | Música do Ano                                       | "Meu Abrigo"      | Indicado  |
| 2018 | Prêmio Jovem Brasileiro | Banda                                               | Melim             | Venceu    |
| 2018 | Prêmio Contigoǃ Online  | Revelação Musical                                   | Melim             | Indicado  |
| 2019 | Troféu Imprensa         | Revelação do Ano                                    | Melim             | Indicado  |
| 2019 | Troféu Internet         | Revelação do Ano                                    | Melim             | Indicado  |
| 2019 | MTV Millennial Awards   | Hit do Ano                                          | "Meu Abrigo"      | Indicado  |
| 2019 | MTV Millennial Awards   | #PrestaAtençãoNoGás                                 | Melim             | Indicado  |
| 2019 | Prêmio Multishow        | Grupo do Ano                                        | Melim             | Indicado  |
| 2019 | Meus Prêmios Nick       | Artista Musical Favorito                            | Melim             | Indicado  |
| 2019 | Meus Prêmios Nick       | Hit Nacional Favorito                               | "Ouvi Dizer"      | Indicado  |
| 2019 | Prêmio Contigo! Online  | Música do Ano                                       | "Gelo"            | Indicado  |
| 2020 | Kids' Choice Awards     | Artista Brasileiro Favorito                         | Melim             | Indicado  |
| 2020 | Grammy Latino           | Melhor Álbum Pop Contemporâneo em Língua Portuguesa | Eu Feat. Você     | Indicado  |
| 2021 | Grammy Latino           | Melhor Canção em Língua Portuguesa                  | "Amores e Flores" | Indicado  |
| 2023 | Grammy Latino           | Melhor Álbum Pop Contemporâneo em Língua Portuguesa | Quintal           | Indicado  |

## Turnês
Artista principal
- Melim Tour (2018-19)

Ato de abertura
- Nossa História - Sandy & Junior (2019)
- Show das Poderosinhas - Anitta (2019)
- 2020 Tour - Maroon 5 (2020)